# Philemon cockerelli
El filemón de Nueva Bretaña (Philemon cockerelli) es una especie de ave paseriforme de la familia Meliphagidae endémica de archipiélago Bismarck, en Papúa Nueva Guinea.

## Distribución y hábitat
El filemón de Nueva Bretaña se encuentra únicamente en las islas de Nueva Bretaña, Umboi y algunas islas menores aledañas pertenecientes al archipiélago Bismarck. Su hábitat natural son los bosques húmedos tropicales.